# كولوس
كولوس هي قرية في مقاطعة بل دشت، إيران. يقدر عدد سكانها بـ 266 نسمة بحسب إحصاء 2016.